# Afrikanische Yambohne
Die Afrikanische Yambohne (Sphenostylis stenocarpa) ist eine Pflanzenart in Unterfamilie Schmetterlingsblütler (Faboideae) innerhalb der Familie der Hülsenfrüchtler (Fabaceae oder Leguminosae). Sie ist im tropischen Afrika beheimatet.
Diese Nutzpflanze ist nahe verwandt zu einer Reihe anderer „Bohnen“ genannter Feldfrüchte. Im deutschen Sprachraum sind auch die Bezeichnungen Rübenbohne und 'Knollenbohne' gebräuchlich. Die hier beschriebene Art gehört jedoch nicht zur Gattung der Yambohnen (Pachyrhizus) und sollte auch nicht mit der Knollenbohne (Pachyrhizus tuberosus) verwechselt werden. Ihre genaue Abstammung ist nicht geklärt.

## Beschreibung
Die Afrikanische Yambohne ist eine rankende, niederliegende bis aufrechte krautige Pflanze. Die Sprossachsen erreichen Längen von 1,5 bis 2,5 Meter. Die gestielten Laubblätter sind dreizählig mit eiförmigen, etwa 7–14 Zentimeter langen Blättchen. Es sind Nebenblätter vorhanden. Die rosafarbenen, violetten oder grünlich-weißen Schmetterlingsblüten sind zygomorph. 
Die 20 bis 30 Zentimeter lange, leicht holzige, kahle und schmale, flache Hülsenfrucht enthält 20 bis 30 Samen. Die Samen sind bei einer Länge von etwa 3,2–8 Millimeter rundlich oder ellipsoid bis linsenförmig. Sie sind cremeweiß, beige oder orange-, dunkel- oder rotbraun bis schwarz und manchmal mit dunkler Marmorierung.

## Vorkommen
Die Afrikanische Yambohne wächst im gesamten tropischen Afrika wild und wird in Zentral- und Westafrika (Elfenbeinküste, Ghana, Togo, Gabun, Demokratische Republik und Republik Kongo) sowie Teilen Ostafrikas (etwa Äthiopien oder Simbabwe) kultiviert, insbesondere aber im südlichen Nigeria, wo sie Girigiri heißt. Sie verträgt saure und sandige Böden und kommt in Höhenlagen von 0 bis 1800 Meter vor. Die Afrikanische Yambohne ist auf feuchtwarmes Klima und nichtstauende Böden angewiesen.

## Verwendung und Inhaltsstoffe
Sowohl Samen als auch Wurzelknollen dienen als Nahrungsmittel.
Die Afrikanische Yambohne entwickelt an den Wurzeln 5 bis 7,5 Zentimeter lange und 50 bis 300 Gramm schwere Knollen, die wie längliche Süßkartoffeln aussehen, aber doppelt so viel Protein wie diese enthalten. Die Wurzelknollen haben einen Proteingehalt von 11 bis 19 % und einen Kohlenhydratanteil von 63 bis 73 %, mit 3 % Faserstoffen. Pro Pflanze ist eine Ernte von einem halben Kilogramm Wurzeln möglich.
Die Samen sind wohlschmeckend und werden in Westafrika oft allen anderen verfügbaren Samen und Gemüse vorgezogen. Sie enthalten 21 bis 29 % Protein, welches im Vergleich zu dem der Sojabohne ähnliche oder höhere Gehalte an Lysin und Methionin aufweist. Die Samen enthalten weiterhin etwa 50 % Kohlenhydrate und 5 bis 6 % Ballaststoffe. Bis zu 2000 kg Bohnen können pro Hektar geerntet werden.
Die getrockneten Bohnen werden üblicherweise in Wasser eingeweicht und mehrere Stunden gekocht, und dann ohne Beilage oder mit Yams, Reis, Mais oder in Suppen gegessen. Das „Fleisch“ der Wurzelknollen verwendet man roh oder wie Kartoffeln gekocht, auch der Geschmack ist ähnlich.
Die jungen Blätter und Hülsenfrüchte werden als Gemüse gegessen.
Mit ihren großen, je nach „Varietät“ verschiedenfarbigen Blüten eignet sich die Afrikanische Yambohne auch als Zierpflanze.